# HMS Beagle
HMS Beagle var et britisk sejlkrigsskib. Det blev søsat den 11. maj 1820 og blev udstyret med ti kanoner. Efter nogle år i reserve blev HMS Beagle udrustet som ekspeditionsskib og udførte tre store ekspeditioner. Den anden ekspedition havde Charles Darwin med og ting han samlede ind under ekspeditionen dannede grundlag for hans kendte teori om arternes oprindelse.
Beaglekanalen er opkaldt efter skibet, på dets første ekspeditionstur til Sydamerika.